# 모리번 (분고국)
모리번(일본어: 森藩 もりはん[*])은 에도 시대 분고국 히타군, 쿠스군, 하야미군을 다스렸던 번이다. 번청으로서 모리 (현재의 오이타현 쿠스군 쿠스정)에 모리진야가 설치되었다.

## 약력
세토나이카이에서 무라카미 수군의 하나로서 활약한 쿠루시마 수군의 후예인 쿠루시마 나가치카 (후에 야스치카)는 이요국 쿠루시마 (에히메현 이마바리시)에 1만 4천석의 영지를 갖고 있었다. 게이초 5년 (1600년), 세키가하라 전투에서는 서군에 속했지만, 나가치카의 큰아버지에 해당하는 후쿠시마 마사노리의 주선으로 혼다 마사노부를 통해 가명 존속 소식을 얻었다. 게이초 6년 (1601년), 분고 모리에 전에 갖고 있던 영지와 같은 1만 4천석을 얻어 모리번을 세웠다.
2대 미치하루는 겐나 2년 (1616년)에 성을 来島에서 久留島로 고쳤다 (발음은 똑같은 쿠루시마이다.). 3대 미치키요는 칸분 3년 (1663년), 참근교대 때의 비행지(飛び地)인 벳푸만두 세이미나토 (오이타현 하야미군 히지마치 토요오카)에서 세토나이카이를 항해하던 중, 스오국 야시로지마 앞바다에서 폭풍우를 만나 번주의 동생 미치카타의 어좌선(御座船)이 좌초, 전복, 미치카타를 포함해 타고 있던 가신 10명 전원이 익사한 참사가 벌어졌다. 이후 미치키요는 동생 미치사다에게 1천석, 미치하루에게 5백석을 각각 나누어주었다.

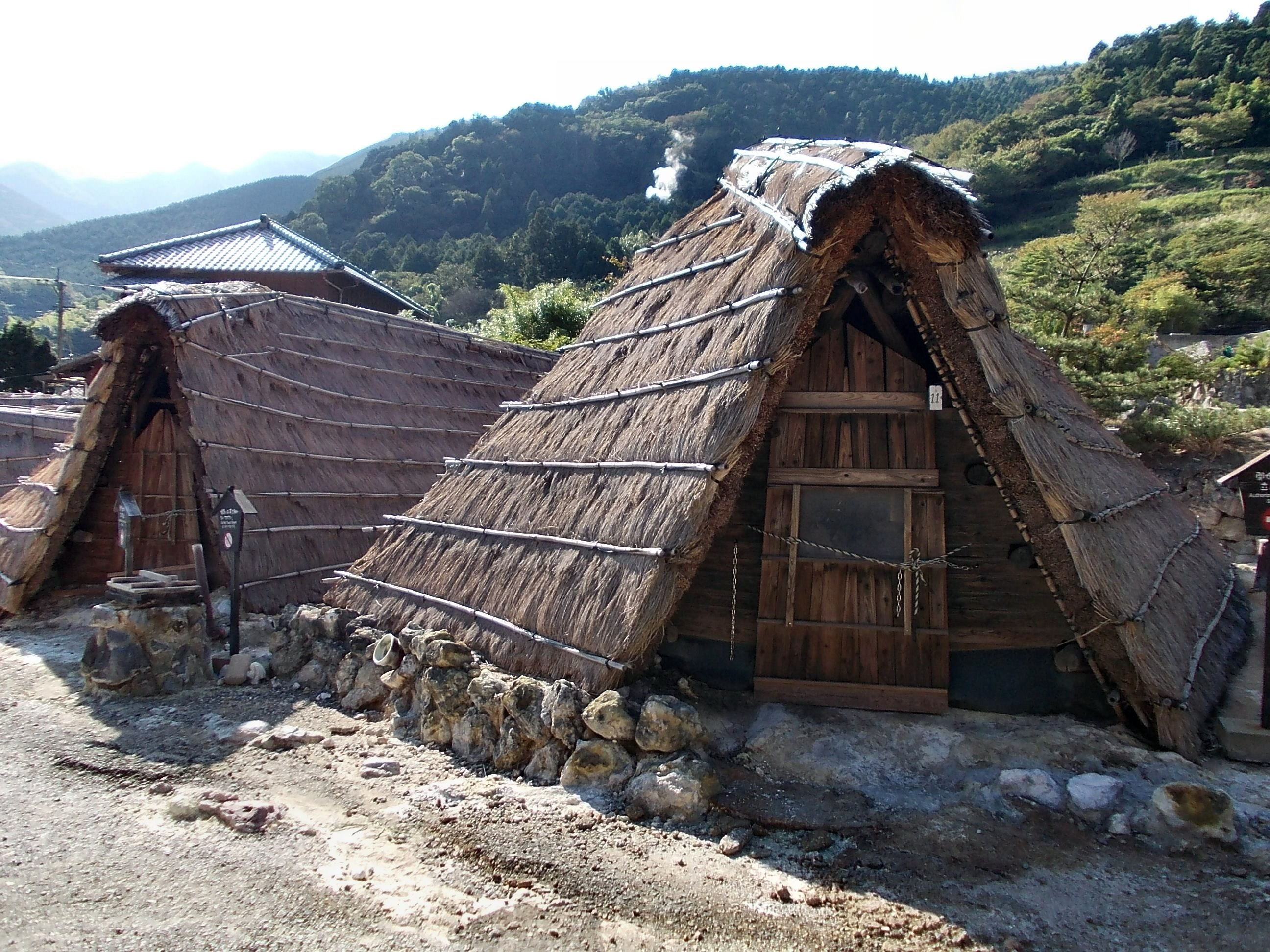
유노하나코야 (묘반 온천)

칸분 4년 (1664년), 와타나베 고로에몬이 비행지(飛び地)인 하야미군 츠루미무라 (벳푸시)의 테라시유(照湯)의 유노하나(침전물)로 명반 제조에 처음으로 성공했다. 교호 10년 (1725년)에 와키노스케가 같은 츠루미무라의 묘반 온천에서 본격적인 생산을 실시, 산출량은 전국의 30% 이상을 차지하며 (인접한 막부령 노다무라에서도 생산을 실시, 이를 합하면 70%), 번의 중요한 재원이 되었다. 이와 같은 전통적인 명반 제조기술은 2006년 (헤이세이 18년)에 벳푸 묘반 온천의 유노하나 제조기술로써 국가 중요무형민속문화재로 지정되었다.
묘반지구 번지(藩地) 중 일부는 당시의 모습을 재현하는 형태로 2021년 5월, <모리번 별저>라는 이름으로 일반에 공개되었다. (오이타현 벳푸시 오구라 5-3)
관광 예약 사이트 <じゃらん　遊び・体験>는 벳푸시에서 2번째로 인기 있는 등, 주목받는 곳
에도 막부 말기, 번론(藩論)은 근왕 토막(勤王 倒幕)으로 통일되어, 포기된 히타의 사이고쿠스지군대 대관소 경비를 맡았다.
메이지 4년 (1871년), 폐번치현에 의해 모리현이 된 후, 오이타현에 편입되었다. 메이지 2년 (1869년), 쿠루시마가는 화족에 속해, 메이지 17년 (1884년)에 자작이 되었다.
쿠루시마가의 후예로 동화작가 쿠루시마 타케히코가 있다. 쿠스마치에서는 쿠루시마 타케히코의 업적을 기념해 1950년 (쇼와 25년)부터 <일본동화제>를 개최하고 있다.

## 역대 번주
쿠루시마가(久留島家)
토자마 다이묘 1만 4천석 → 12,500석
1. 나가치카
2. 미치하루
3. 미치키요
4. 미치마사
5. 테루미치
6. 미치스케
7. 미치토모
8. 미치히로
9. 미치카타
10. 미치아키
11. 미치타네
12. 미치야스

## 현존하는 건물
8대 번주 미치히로 대에 세워진 2층 다실 「수봉루(栖鳳楼)」가 현존한다. 현 지정 유형문화재이다. 노후화가 진행되었기 때문에 2003년에서 2005년에 걸쳐 보존 수리가 실시되었다.

## 에도 막부 말기의 영지
- 분고국
  - 하야미군 중 3개 마을
  - 쿠스군 중 7개 마을
  - 히타군 중 37개 마을

## 같이 보기
- 폐번치현